# Acerihabitans
Genre
Acerihabitans est un genre de bacilles Gram négatifs de la famille des Pectobacteriaceae. Son nom est formé sur les racines latines acer (érable) et habitans (habitant), en référence à l'espèce d'érable Acer pictum d'où ce genre a été isolé pour la première fois.
En 2022 c'est un genre monospécifique, la seule espèce connue Acerihabitans arboris Lee et al. 2021 étant également l'espèce type du genre.